# Маруся (повість Квітки-Основ'яненка)
«Маруся» — драматична повість Григорія Квітки-Основ'яненка, написана в 1832 та опублікована в 1834 році. Перша повість української літератури.

## Персонажі
- Маруся — головна героїня, донька Наума Дрота. Це справжня красуня, яка до того ж скромна, з усіма привітна, ввічлива, спокійна, а понад усе — працьовита: «і на батька, і на матір, і на себе пряде, шиє, миє, і сама усе одна, без наймички, і варить, і пече», не зважаючи на те, що вона є дочкою заможних батьків. Образ Марусі — високе втілення всіх найкращих рис української дівчини, наділеної прикметами краси національної, фізичної та духовної. Мова героїні пересипана уснопоетичним народним багатством: пестливою лексикою, опоетизованими запитаннями, емоційними вигуками, прислів'ями, порівняннями.
- Наум Дрот — багатий селянин, батько Марусі. Працьовитий, мудрий, народний, чесний селянин, який дотримується усіх народних обрядів і звичаїв. Незважаючи на те, що був кріпаком, став заможним.
- Настя Дрот — мати Марусі, дружина Наума Дрота. Сумирна і богобоязлива, вона дуже любить свою дочку і шанує чоловіка.
- Василь — наречений Марусі. Він сирота, бідний, працює в місті свитником. Чесний, скромний, працьовитий, добрий, розумний, дотепний. Швидко навчився грамоти, працюючи в купця. «Гарний, русявий, чисто підголений; чуб чепурний, вуса козацькі, очі веселенькі, як зірочки, на виду рум'яний, моторний, звичайний; жупан на ньому синій і китаєва юпка, з поясом з аглицької каламайки підперезаний, у тяжинових штанях. Чоботи добрі, шкапові з підковами» — такий портретний опис цього героя дає письменник.

## Сюжет
Твір починається описом Наума Дрота, багатого й побожного селянина, і його дружини Насті Дрот. Автор розповідає про їхню доньку Марусю, роботящу, красиву і покірну дівчину. Зав'язка розпочинається тим, що Маруся іде на весілля, куди її запросили дружкою. Там вона знайомиться зі старшим боярином Василем, і між ними майже одразу виникає кохання.
Наступного дня Маруся з подружкою Оленою йде на базар, Василь напрошується їх супроводжувати. Дорогою назад Олена повернулася до міста, тож пара на певний час залишилась на самоті. Вони призналися одне одному про свої почуття; того ж дня у них відбулося побачення біля озера.
Василь довго відвідував Марусю, і одного дня заслав старостів. Але Наум Дрот відмовив хлопцю, мотивуючи це тим, що його можуть забрати в рекрути. На довгий час закохані розлучаються, згодом Василь з'являється і розповідає, що навчився грамоти, а його хазяїн обіцяв найняти «найомщика», який стане солдатом замість хлопця. Василь ще раз сватається до Марусі і цього разу отримує згоду від її батька.
Василь повинен поїхати до Одеси і Москви, тому наречені розлучаються. Маруся сильно тужить без коханого. Утім, більше вони не зустрілися, оскільки одного дня Маруся застудилася, сильно захворіла і невдовзі померла. Василь повернувся у той же день, коли померла його наречена. З туги за нею він іде до монастиря, де став ченцем, але незабаром помер.

## У театрі
3 березня 1864 у Львові відбулося відкриття товариства «Руська Бесіда» виставою «Маруся» (за Григорієм Квіткою-Основ'яненком) у переробці С. Ґолембіовського, музика В. Квятковського. Диригував О. Бачинський, у ролі Марусі — Т. Бачинська.

## Висловлювання про твір
|                                | Я написав «Марусю» і довів, що від малоросійської мови можна розчулитися. |
| — Григорій Квітка-Основ'яненко |                                                                           |

|                                                   | Вас не бачив, а вашу душу, ваше серце так бачу, як може ніхто на всім світі. Ваша «Маруся» мені так розказала. |
| — Тарас Шевченко, з листа до Квітки-Основ'яненка. | |

|                        | Ми не спроможні висловити тієї насолоди, з якою прочитали її. Загальне захоплення публіки, одностайні похвали всіх журналів цілком виправдовують враження, яке справила на нас ця чудова повість. |
| — Віссаріон Бєлінський | |